# 堺市立登美丘西小学校
堺市立登美丘西小学校（さかいしりつ とみおかにししょうがっこう）は大阪府堺市東区にある公立小学校。

## 沿革
1872年に設置された狭山郷学分校が学校の起源になっている。学校沿革史の上では、前身の狭山郷学分校の発足をもって学校創立と位置づけている。

### 年表
- 1872年 - 狭山郷学分校が開校。
- 1896年 - 郡の合併により、南河内郡大草尋常高等小学校と称する。
- 1941年4月1日 - 国民学校令により、南河内郡大草国民学校に改称。
- 1947年4月1日 - 学制改革により、大草村立大草小学校に改称。
- 1950年4月1日 - 合併による登美丘町の発足により、登美丘町立西小学校に改称。
- 1962年4月1日 - 堺市への編入により、堺市立登美丘西小学校に改称。
- 1984年4月1日 - 堺市立登美丘南小学校を分離。

## 通学区域
- 堺市東区 大美野（一部）、草尾（一部）、丈六（一部）、関茶屋、高松（一部）、中茶屋（一部）、日置荘田中町（一部）、日置荘原寺町（一部）。

卒業生は堺市立登美丘中学校に進学する。

## 交通
- 南海高野線 北野田駅 東へ約2149m。
- 南海高野線 萩原天神駅 南へ約1308m。